# Rana čestika
Rana čestika (rani mošnjak, mošnjak rani, lat. Noccaea praecox; sin. Thlaspi praecox), vrsta trajnice iz Europe i Azije; raste i u Hrvatskoj. Nekada je uključivana u rod čestika, pa joj odatle i ime, a danas se vodi pod rod Noccaea, dio tribusa Coluteocarpeae.

## Sinonimi
- Hutchinsia torreana Ten.
- Noccaea albanica F.K.Mey.
- Noccaea cikaea F.K.Mey.
- Noccaea cuneifolia (Griseb. ex Pant.) Holub
- Noccaea torreana (Ten.) Bartolucci, Galasso & Peruzzi
- Thlaspi affine Boiss.
- Thlaspi albanicum (F.K.Mey.) Greuter & Burdet
- Thlaspi cikaeum (F.K.Mey.) Greuter & Burdet
- Thlaspi cuneifolium Griseb. ex Pant.
- Thlaspi dinaricum Degen & Janch.
- Thlaspi praecox Wulfen
- Thlaspi torreanum (Ten.) Greuter & Burdet
- Thlaspi vitorogense Stadlm. & Faltis

## Galerija
- N. praecox
- N. praecox
- N. praecox
- N. praecox

## Vanjske poveznice
|  | Zajednički poslužitelj ima još gradiva o temi Noccaea praecox |
|  | Wikivrste imaju podatke o taksonu Noccaea praecox             |